# Kuurne-Bruxelles-Kuurne 1992
La Kuurne-Bruxelles-Kuurne 1992, quarantasettesima edizione della corsa, si svolse il 1º marzo su un percorso di 205 km, con partenza e arrivo a Kuurne. Fu vinta dal tedesco Olaf Ludwig della squadra Panasonic-Sportlife davanti al francese Christophe Capelle e al belga Johan Museeuw.

## Ordine d'arrivo (Top 10)
| Pos. | Corridore          | Squadra                      | Tempo    |
| ---- | ------------------ | ---------------------------- | -------- |
| 1    | Olaf Ludwig        | Panasonic-Sportlife          | 5h02'00" |
| 2    | Christophe Capelle | Z                            | s.t.     |
| 3    | Johan Museeuw      | Lotto                        | s.t.     |
| 4    | Sean Kelly         | Festina-Lotus                | s.t.     |
| 5    | Peter Pieters      | Tulip                        | s.t.     |
| 6    | Søren Lilholt      | Tulip                        | s.t.     |
| 7    | Laurent Brochard   | Castorama                    | s.t.     |
| 8    | Wiebren Veenstra   | Buckler                      | s.t.     |
| 9    | Michel Zanoli      | Motorola                     | s.t.     |
| 10   | Fabio Baldato      | MG Boys Maglificio-Technogym | s.t.     |